# Ronde van Italië 1932
| Eindklassement      |                       |              |
| Algemeen klassement | Antonio Pesenti       | 105h 50' 53" |
| Tweede              | Jef Demuysere         | + 11' 09"    |
| Derde               | Remo Bertoni          | + 12' 27"    |
| Vierde              | Learco Guerra         | + 16' 34"    |
| Vijfde              | Kurt Stöpel           | + 17' 21"    |
| Zesde               | Michele Mara          | + 17' 48"    |
| Zevende             | Alfredo Binda         | + 19' 27"    |
| Achtste             | Luigi Barral          | + 25' 01"    |
| Negende             | Felice Gremo          | + 27' 24"    |
| Tiende              | Renato Scorticati     | + 37' 56"    |
| Rode Lantaarn       | Tullio Vincenzi (66e) | + 9h 09' 25" |
| Ploegenklassement   | Legnano               | ...h ..' .." |
| Tweede              | ...                   | -            |
| Derde               | ...                   | -            |

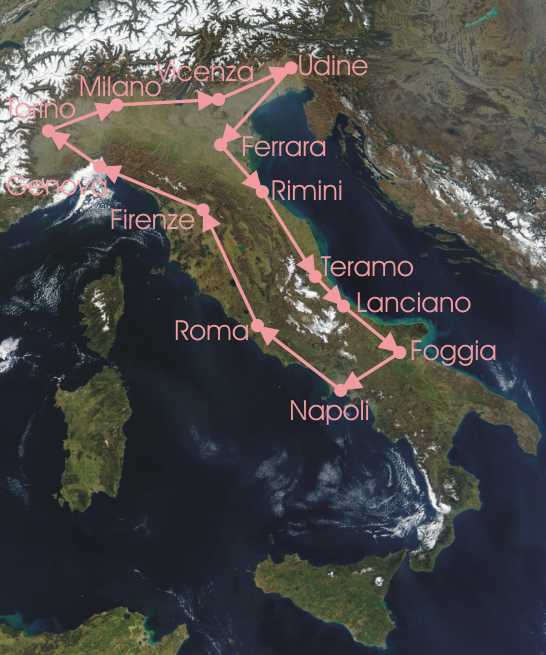
Ronde van Italië 1932

In 1932 ging de 20e Giro d'Italia op 14 mei van start in Milaan. Hij eindigde op 5 juni in Milaan. Er stonden 109 renners verdeeld over .. ploegen aan de start. Hij werd gewonnen door Antonio Pesenti.
Aantal ritten: 13

Totale afstand: .... km

Gemiddelde snelheid: ...... km/h

Aantal deelnemers: 109

## Belgische en Nederlandse prestaties
In totaal namen er 4 Belgen en 0 Nederlanders deel aan de Giro van 1932.

### Belgische etappezeges
- In 1932 was er geen Belgische etappezege.

### Nederlandse etappezeges
- In 1932 was er geen Nederlandse etappezege.

## Etappe uitslagen
| Datum  | Etappe    | Parcours          | Afstand | Eerste                 | Tweede                    | Derde                          | Klassementsleider     |
| ------ | --------- | ----------------- | ------- | ---------------------- | ------------------------- | ------------------------------ | --------------------- |
| 14 mei | etappe 1  | Milaan - Vicenza  | 207 km  | Learco Guerra (Ita)    | Costante Girardengo (Ita) | Ettore Meini (Ita)             | Learco Guerra (Ita)   |
| 15 mei | etappe 2  | Vicenza - Udine   | 183 km  | Hermann Buse (Dui)     | Raymond Louviot (Fra)     | Alfredo Bovet (Ita)            | Hermann Buse (Dui)    |
| 17 mei | etappe 3  | Udine - Ferrara   | 225 km  | Fabio Battesini (Ita)  | Raffaele Di Paco (Ita)    | Learco Guerra(Ita)             | Hermann Buse (Dui)    |
| 18 mei | etappe 4  | Ferrara - Rimini  | 215 km  | Learco Guerra (Ita)    | Raffaele Di Paco (Ita)    | Ettore Meini (Ita)             | Hermann Buse (Dui)    |
| 20 mei | etappe 5  | Rimini - Teramo   | 286 km  | Raffaele Di Paco (Ita) | Fabio Battesini (Ita)     | Michele Mara (Ita)             | Hermann Buse (Dui)    |
| 22 mei | etappe 6  | Teramo - Lanciano | 220 km  | Learco Guerra (Ita)    | Alfredo Binda (Ita)       | Raffaele Di Paco (Ita)         | Hermann Buse (Dui)    |
| 24 mei | etappe 7  | Lanciano - Foggia | 280 km  | Antonio Pesenti (Ita)  | Raffaele Di Paco (Ita)    | Jef Demuysere (Bel)            | Antonio Pesenti (Ita) |
| 26 mei | etappe 8  | Foggia - Napels   | 217 km  | Learco Guerra (Ita)    | Michele Mara (Ita)        | Jef Demuysere (Bel)            | Antonio Pesenti (Ita) |
| 28 mei | etappe 9  | Napels - Rome     | 265 km  | Learco Guerra (Ita)    | Michele Mara (Ita)        | Antonio Giuseppe Negrini (Ita) | Antonio Pesenti (Ita) |
| 30 mei | etappe 10 | Rome - Florence   | 321 km  | Ettore Meini (Ita)     | Learco Guerra (Ita)       | Alfredo Binda (Ita)            | Antonio Pesenti (Ita) |
| 1 juni | etappe 11 | Florence - Genua  | 273 km  | Remo Bertoni (Ita)     | Marco Giuntelli (Ita)     | Luigi Barral (Ita)             | Antonio Pesenti (Ita) |
| 3 juni | etappe 12 | Genua - Turijn    | 267 km  | Ettore Meini (Ita)     | Learco Guerra (Ita)       | Michele Mara (Ita)             | Antonio Pesenti (Ita) |
| 5 juni | etappe 13 | Turijn - Milaan   | 271 km  | Learco Guerra (Ita)    | Alfredo Binda (Ita)       | Ettore Meini (Ita)             | Antonio Pesenti (Ita) |

 winnaars · 
roze trui · 
  puntenklassement · 
  bergklassement · 
 jongerenklassement · 
 intergiro · 
 ploegenklassement · 
 strijdlust · 
 zwarte trui
Giro d'Italia Next Gen · Giro Donne · Cima Coppi
 Belgische rozetruidragers · etappewinnaars
 Nederlandse rozetruidragers · etappewinnaars
Mannen:
1909 · 
1910 · 
1911 · 
1912 · 
1913 · 
1914 · 
1919 · 
1920 · 
1921 · 
1922 · 
1923 · 
1924 · 
1925 · 
1926 · 
1927 · 
1928 · 
1929 · 
1930 · 
1931 · 
1932 · 
1933 · 
1934 · 
1935 · 
1936 · 
1937 · 
1938 · 
1939 · 
1940 · 
1946 · 
1947 · 
1948 · 
1949 · 
1950 · 
1951 · 
1952 · 
1953 · 
1954 · 
1955 · 
1956 · 
1957 · 
1958 · 
1959 · 
1960 · 
1961 · 
1962 · 
1963 · 
1964 · 
1965 · 
1966 · 
1967 · 
1968 · 
1969 · 
1970 · 
1971 · 
1972 · 
1973 · 
1974 · 
1975 · 
1976 · 
1977 · 
1978 · 
1979 · 
1980 · 
1981 · 
1982 · 
1983 · 
1984 · 
1985 · 
1986 · 
1987 · 
1988 · 
1989 · 
1990 · 
1991 · 
1992 · 
1993 · 
1994 · 
1995 · 
1996 · 
1997 · 
1998 · 
1999 · 
2000 · 
2001 · 
2002 · 
2003 · 
2004 · 
2005 · 
2006 · 
2007 · 
2008 · 
2009 · 
2010 · 
2011 · 
2012 · 
2013 · 
2014 · 
2015 · 
2016 · 
2017 · 
2018 · 
2019 · 
2020 · 
2021 · 
2022 · 
2023 · 
2024 · 
2025
Vrouwen:
1988 · 
1989 · 
1990 · 
1991 ·
1992 ·
1993 · 
1994 · 
1995 · 
1996 · 
1997 · 
1998 · 
1999 · 
2000 · 
2001 · 
2002 · 
2003 · 
2004 · 
2005 · 
2006 · 
2007 · 
2008 · 
2009 · 
2010 · 
2011 · 
2012 ·
2013 · 
2014 ·
2015 ·
2016 ·
2017 ·
2018 ·
2019 ·
2020 ·
2021 ·
2022 ·
2023 ·
2024 ·
2025